# Donatienne Moskolai Doumagay
Donatienne Moskolai Doumagay, née en 1983, est une professeure d’université et auteure camerounaise. Elle est enseignante-chercheure à l’Université de Yaoundé 2 et la première professeure agrégée en Gestion comptable au Cameroun. Elle est experte en management stratégique.

## Biographie

### Enfance et études
Donatienne Doumagay est née en 1983 dans une localité du Mayo-Tsanaga, dans la région de l’Extrême-Nord du Cameroun. Elle est la première femme originaire de cette partie du pays, à être reçue au concours du Cames. Elle fait ses études primaires dans la région de l’Extrême-Nord et secondaires dans la région du Nord. Après son baccalauréat en comptabilité option "techniques quantitatives de gestion" obtenu à Garoua, elle va à l’université de Ngaoundéré où elle obtient une maîtrise en comptabilité-finance, un DEA en contrôle de gestion et comptabilité et un Doctorat/Phd en sciences de gestion, option comptabilité, contrôle et audit.

### Carrière professionnelle
Donatienne Doumagay est enseignante-chercheure à l’Université de Yaoundé 2.

## Ouvrages

### Publications scientifiques
- Contribution de l’innovation managériale à la performance des PME en Afrique : le cas du Cameroun[2],[3]
- La Responsabilité Sociétale des Entreprises au Cameroun : miroir aux alouettes ou évidence[4] ?
- État des lieux de la Responsabilité Sociétale des Entreprises au Cameroun[5]
- Les déterminants de l’utilisation des indicateurs de la RSE dans les entreprises camerounaises[5]
- La performance des PME au Cameroun : une explication par le diptyque compétence et capacité organisationnelle[5]